# Hang Sửng Sốt

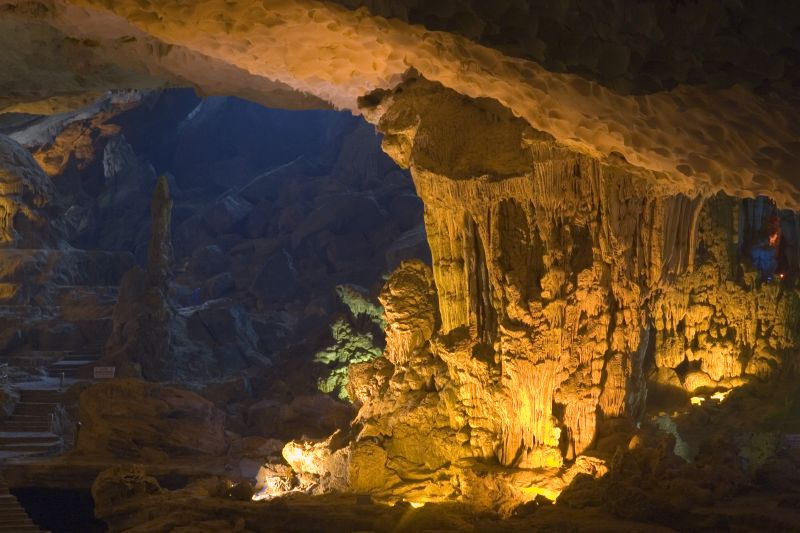
Một cảnh trong hang

Hang Sửng Sốt là một hang động dạng karst trong khối núi đá vôi của đảo Bồ Hòn, vịnh Hạ Long, tỉnh Quảng Ninh, Việt Nam.

## Vị trí và nguồn gốc tên gọi
Hang Sửng Sốt nằm tại Đảo Bồ Hòn, khu vực trung tâm của vịnh Hạ Long. Nguồn gốc của tên gọi là do diện tích đầu lòng hang rất nhỏ, nhưng vào trong thì lòng hang được mở rộng ra, tưởng như mâu thuẫn với cửa hang nên gọi là Hang Sửng Sốt.

## Lịch sử phát hiện
Hang Sửng Sốt nằm trên đảo Bồ Hòn, cùng với Hang Luồn, Hang Trống và Hang Trinh Nữ ở vị trí trung tâm của Vịnh Hạ Long. Năm 1901, một nhà khoa học người Pháp đã đến đây và đặt tên cho hang là "Grotte de la surprise" nghĩa là hang động đáng kinh ngạc bởi vẻ đẹp thiên nhiên, thiên nhiên ban tặng.
Mãi 40 năm sau khi được phát hiện, hang Sửng Sốt mới có nhiều người biết đến vào năm 1993, hang mới đón những vị khách du lịch đầu tiên đến tham quan, khám phá. Đây là một trong những hang động đẹp và rộng nhất ở Vịnh Hạ Long.
Theo truyền thuyết từ xưa về lịch sử hang Sửng Sốt, sau khi đánh tan giặc  Ân, Thánh Gióng cưỡi mây về trời, để lại thanh gươm và con ngựa quý để an lòng dân, xua đuổi tà ma và quỷ dữ. Nơi lưu giữ trọn vẹn những dấu tích của trận chiến hào hùng, oanh liệt năm xưa chính là hang Sửng Sốt. Những ao hồ nhỏ trong hang cũng chính là dấu chân ngựa năm xưa để lại. 

## Đặc điểm

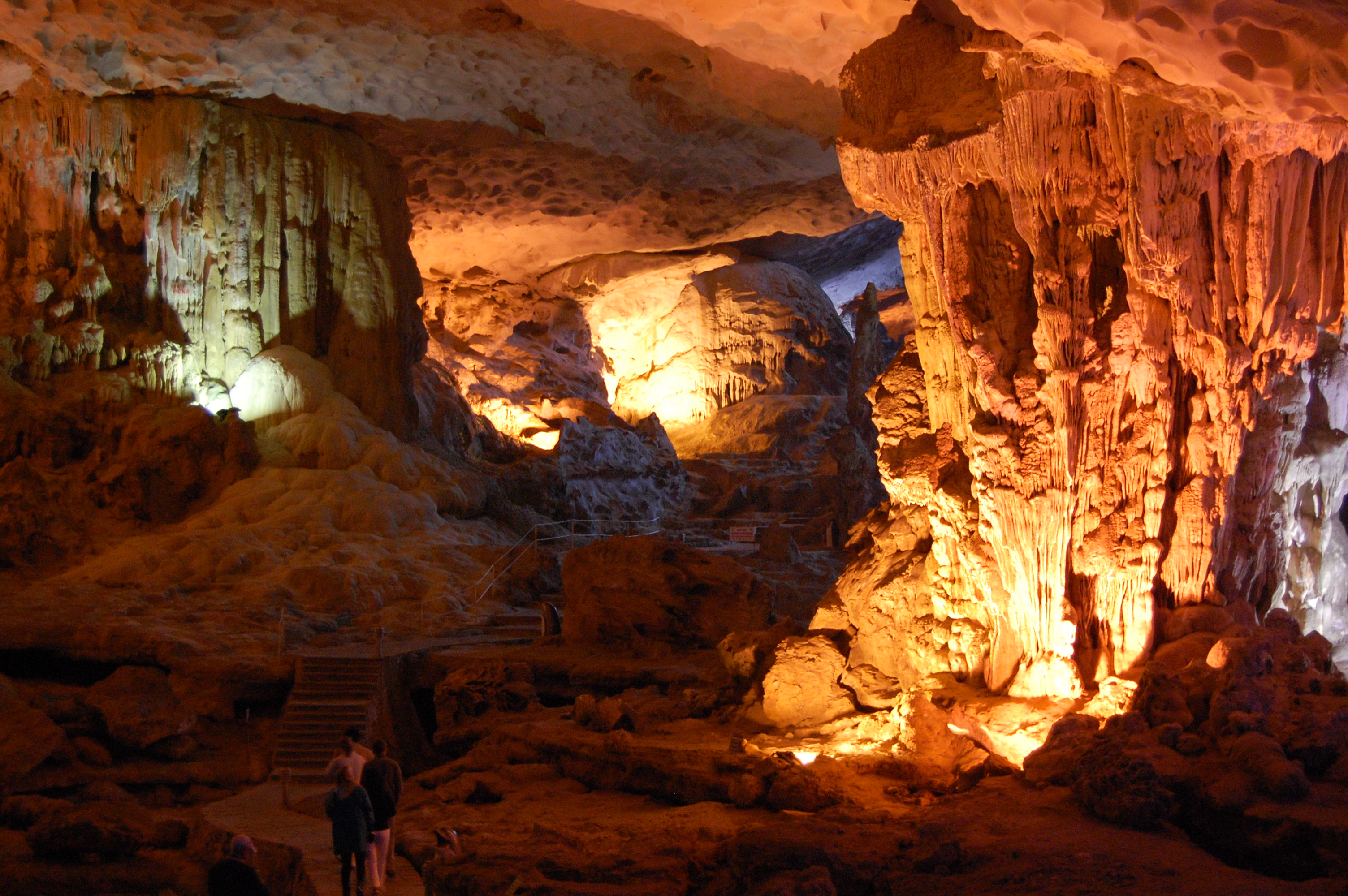
Nhũ thạch trong hang

Đường lên hang Sửng Sốt luồn dưới những tán lá rừng, những bậc đá ghép cheo leo. Hang động được chia làm hai ngăn chính, toàn bộ ngăn một như một nhà hát rộng lớn. Trần hang được phủ bằng một lớp nhũ đá hay nói chính xác hơn là Măng đá, những cột thạch nhũ hình thành qua hàng ngàn đến hàng triệu năm khi thạch nhũ và măng đá gặp nhau và nối liền, chúng tạo thành các cột lớn.
Bên trong hang động có một lối đi lát đá dài 800 mét. Điều đặc biệt là bên trong hang động có hồ nước và là nơi sinh sống của các loài sinh vật chịu được môi trường hang động.